# 胺亚甲基谷氨酸
胺亚甲基谷氨酸 (英語：Formiminoglutamic acid，简称FIGLU) 是组氨酸代谢的一个中间体。
"FIGLU" 测试常被用来检测维生素B12或叶酸缺乏症以及肝病